# THE BEST (少女時代のアルバム)
『THE BEST』（ザ・ベスト）は、2014年7月23日にNAYUTAWAVE RECORDS（ユニバーサルミュージック）から発売された韓国のアイドルグループ少女時代の日本での初めてのベスト・アルバム。（famima.com限定盤のみ、2014年8月6日発売）完全生産限定コンプリート盤、初回限定盤、通常盤、famima.com限定盤（2形態）の5形態で発売。

## 概要
日本デビュー以来初となるベスト・アルバム。CDには、デビューシングル「GENIE」から8枚目のシングル「GALAXY SUPERNOVA」までの表題曲、アルバム収録曲のうちミュージック・ビデオが制作された楽曲、及びボーナストラックとして「GIRLS' GENERATION Japan 3rd Tour ～LOVE&PEACE～」で披露されている「Mr.Mr.」の日本語バージョンと未発表曲「Indestructible」を収録（「Indestructible」は、LOVE&PEACE Tourの東京公演でのみ、リリックビデオで披露した）。なお、完全生産限定コンプリート盤には「HOOT」と「The Boys」を追加収録し、その他メンバー全員が1曲ずつ選んだ“Member’s Recommend”と本国韓国での代表曲（韓国語版）によるボーナスディスクが付属する。famima.com限定盤には、シングル表題曲9曲に加え、未発表楽曲「Chain Reaction」をボーナストラックとして収録。
完全生産限定コンプリート盤は、アナログレコードサイズ大型BOX仕様で、大型インタビューブックレット64P、全シングルジャケット絵柄+THE BESTジャケット絵柄全9種のトレーディングカードセット付の豪華盤で、Blu-rayには、日本と韓国で発表されたMusic Video全37曲や未公開映像、ソロインタビュー映像、少女時代デビューからJapan 3rd Tourまでを追ったライブヒストリー映像などを収録し、合計約230分にも及ぶ内容になっている。
初回限定盤はデジパック仕様で、撮り下ろし写真集64P付き。DVDには、日本で発表された楽曲のMusic Videoのダンスバージョンを完全収録するほか、少女時代の日本での活動を、楽曲とともに振り返る“GIRLS’ GENERATION Music Video Look Back”などを収録、合計約130分の内容になっている。

## チャート成績
初週7.5万枚を売り上げ、8月4日付週間アルバムランキング首位に初登場した。アルバム首位は、1st『GIRLS' GENERATION』（2011年6月発売）、3rd『LOVE&PEACE』（2013年12月発売）に続き3作目。日本を除くアジアの女性グループとしては、中国の女子十二楽坊の2作を上回り、アルバム首位獲得数の新記録を樹立した。
発売2週目に週間3.1万枚（累積10.6万枚）を売り上げ、8月11日付週間アルバムランキングで2週連続1位を獲得した。アルバム首位は今作で3作目となるが、2週連続は自身初。韓国アーティストとしては、同じ事務所所属のBoAが2004年1月26日付～2月2日付でアルバム『LOVE & HONESTY』で達成して以来10年半ぶり史上2組目で、グループとしては初となった。

## 収録曲
CD （初回限定盤と同じ）
1. GENIE
2. Gee
3. Run Devil Run
4. MR.TAXI
5. BAD GIRL
6. Time Machine
7. PAPARAZZI
8. Oh!
9. ALL MY LOVE IS FOR YOU
10. FLOWER POWER
11. BEEP BEEP
12. LOVE&GIRLS
13. GALAXY SUPERNOVA
14. My oh My
15. Mr.Mr. (Japanese ver.) （ボーナストラック）
未発表曲。
16. Indestructible （ボーナストラック）
未発表曲。

DVD （初回限定盤）
- Music Video (Dance ver.)

1. GENIE Dance ver.
2. Gee Dance ver.
3. Run Devil Run Dance ver.
4. MR.TAXI Dance ver.
5. PAPARAZZI Dance Edit GOLD
6. Oh! Dance ver.
7. FLOWER POWER Dance ver.
8. LOVE&GIRLS Dance ver.
9. GALAXY SUPERNOVA Dance ver.

- GIRLS' GENERATION Music Video Look Back

1. GENIE
2. Gee
3. Run Devil Run
4. MR.TAXI
5. BAD GIRL
6. Time Machine
7. PAPARAZZI
8. Oh!
9. ALL MY LOVE IS FOR YOU
10. FLOWER POWER
11. LOVE&GIRLS
12. GALAXY SUPERNOVA
13. My oh My

- Solo Interview Movie

- Making of THE BEST （location）

CD [Disc-2 / Member’s Recommend]
- コンプリート盤のみ。

1. THE GREAT ESCAPE / Hyoyeon
2. blue jeans / Jessica
3. FLYERS / SeoHyun
4. Not Alone / SooYoung
5. Karma Butterfly / Sunny
6. Stay Girls / TaeYeon
7. Let It Rain / Tiffany
8. BORN TO BE A LADY / YoonA
9. Beautiful Stranger / YuRi
10. Into the New World（ボーナストラック）
11. Kissing you（ボーナストラック）
12. Gee (Korean ver.)（ボーナストラック）
13. MR.TAXI (Korean ver.)（ボーナストラック）
14. Dancing Queen（ボーナストラック）
15. I Got a Boy（ボーナストラック）

Blu-ray （完全生産限定コンプリート盤）
- Music Video (Japanese ver.)

1. GENIE
2. GENIE Dance ver.
3. Gee
4. Gee Dance ver.
5. Run Devil Run
6. Run Devil Run Dance ver.
7. MR.TAXI
8. MR.TAXI Dance ver.
9. BAD GIRL
10. Time Machine
11. PAPARAZZI
12. PAPARAZZI Dance Edit GOLD
13. Oh!
14. Oh! Dance ver.
15. ALL MY LOVE IS FOR YOU
16. FLOWER POWER
17. FLOWER POWER Dance ver.
18. BEEP BEEP
19. LOVE&GIRLS
20. LOVE&GIRLS Dance ver.
21. GALAXY SUPERNOVA
22. GALAXY SUPERNOVA Dance ver.
23. My oh My

- Music Video (Korean ver.& English ver.)

1. Into the New World
2. 少女時代
3. Kissing you
4. Gee
5. GENIE
6. Oh!
7. Run Devil Run
8. Run Devil Run Story ver.
9. HOOT
10. HOOT Dance ver.
11. The Boys
12. The Boys (English ver.)
13. I Got a Boy
初商品化。
14. Mr.Mr.
初商品化。

- スペシャル特典映像

1. Everyday Love(From Free Live “LOVE&PEACE“ in Yokohama-Arena 2013.12.14)
2. MR.TAXI (Split Screen ver.)
3. Solo Interview Movie
4. Making of THE BEST (studio)
5. GIRLS' GENERATION LIVE HISTORY 2010-2014

### Type-F （famima.com限定盤）
1. GENIE
2. Gee
3. Run Devil Run
4. MR.TAXI
5. PAPARAZZI
6. Oh!
7. FLOWER POWER
8. LOVE&GIRLS
9. GALAXY SUPERNOVA
10. Chain Reaction（ボーナストラック）
未発表曲。

- CD+オリジナルバッグ、CDのみの2形態で発売。